# حكايات كويتية (مسلسل)
حكايات كويتية، مسلسل كويتي، من إخراج غافل فاضل، وتأليف بزة الباطني.

## الممثلون
شارك في المُسلسل عددًا من الفنانين، منهم:
- إبراهيم الحربي.
- هدى الخطيب.
- جمال الردهان.
- طيف.
- باسمة حمادة.
- منى شداد.
- علي السميري.
- أحمد السلمان.